# Франциск де Паула фон Шенборн
Граф Франциск де Паула (Франц-Марія-Карл-Ервін-Пауль) фон Шенборн-Буххайма-Волфстала (сард. František z Pauly (Franz de Paula Schönborn-Buchheim-Wolfsthal, нім. Franziskus von Paula (Franz Maria Karl Erwin Paul) von Schönborn-Buchheim-Wolfsthal, 24 січня 1844 Прага, землі Чеської корони, Австрійська імперія — 25 червня 1899 Фалкенау-на-Егері, Австро-Угорщина) — австро-угорський кардинал. Єпископ Ческе-Будейовіце з 28 вересня 1883 по 27 липня 1885. Архієпископ Праги з 27 липня 1885 по 25 червня 1899. Кардинал-священик з 24 травня 1889 році, з титулом церкви Санті Джованні е Паоло з 30 грудня 1889. З роду Шенборн.